# Precious〜僕らの未来が咲く場所へと〜
Precious〜僕らの未来が咲く場所へと〜は小林由佳のメジャーデビューアルバム。2010年6月9日にユニバーサルミュージックよりリリースされた。

## 概要
- 前作のインディーズアルバムから1年4ヶ月ぶりのアルバムリリース。
- このアルバムの製作状況は、奇跡体験!アンビリバボーで放送された。また本番組のエンディングテーマに「真冬のひまわり」が選ばれた。

## 収録曲
1. 君に会えて・・・
2. ティア
3. 願い叶え!
4. 花火
5. Wish〜君へ〜
6. たいせつなひと
7. 雨に濡れたままで
8. 花舞天使
9. 真冬のひまわり
  - フジテレビ系列「奇跡体験!アンビリバボー」エンディングテーマ
10. Precious〜笑顔の咲く場所〜